# Manfred Geyer
Pour les articles homonymes, voir Geyer.
Manfred Geyer, né le 23 mai 1951 à Altenfeld, est un biathlète est-allemand.

## Biographie
Aux Jeux olympiques d'hiver de 1976, il remporte la médaille de bronze en relais avec Karl-Heinz Menz, Frank Ullrich et Manfred Beer et est douzième à l'individuel. Il gagne deux autres médailles dans cette épreuve aux Championnats du monde 1973 et 1977.
Il devient entraîneur de biathlon après sa carrière sportive, s'occupant notamment de l'équipe nationale suisse et celle de Corée du Sud.

## Palmarès

### Jeux olympiques d'hiver
| Épreuve / Édition | Individuel | Sprint                           | Relais                              |
| ----------------- | ---------- | -------------------------------- | ----------------------------------- |
| JO 1976 Innsbruck | 12e        | Épreuve inexistante à cette date | Médaille de bronze, Jeux olympiques |

### Championnats du monde
- Mondiaux 1973 à Lake Placid :
  -  Médaille de bronze en relais.
- Mondiaux 1977 à Vingrom :
  -  Médaille de bronze en relais.